# Risella
Risella là một chi ốc biển, là động vật thân mềm chân bụng sống ở biển trong họ Littorinidae.

## Các loài
Các loài thuộc chi Risella bao gồm:
- Risella tantillus